# Eleições presidenciais de 2016 em Faro

## Resultados oficiais
| Candidato               | Candidato                | Votos  | %               |
| ----------------------- | ------------------------ | ------ | --------------- |
|                         | Marcelo Rebelo de Sousa  | 12 093 | 46,68 / 100,00  |
|                         | António Sampaio da Nóvoa | 6 782  | 26,18 / 100,00  |
|                         | Marisa Matias            | 3 326  | 12,84 / 100,00  |
|                         | Maria de Belém Roseira   | 1 002  | 3,87 / 100,00   |
|                         | Edgar Silva              | 959    | 3,70 / 100,00   |
|                         | Paulo de Morais          | 898    | 3,47 / 100,00   |
|                         | Vitorino Silva           | 557    | 2,15 / 100,00   |
|                         | Henrique Neto            | 189    | 0,73 / 100,00   |
|                         | Jorge Sequeira           | 57     | 0,22 / 100,00   |
|                         | Cândido Ferreira         | 43     | 0,17 / 100,00   |
| Votos Inválidos         | Votos Inválidos          | 545    | 2,06 / 100,00   |
| Total                   | Total                    | 26 451 | 100,00 / 100,00 |
| Eleitorado/Participação | Eleitorado/Participação  | 55 879 | 47,34 / 100,00  |

## Resultados por Freguesia
Os resultados dos candidatos por freguesia foram os seguintes:
| Freguesia             | %     | %     | %     | %    | %    | %    | %    | %    | %    | %    | Votantes |
| Freguesia             | MRS   | ASN   | MM    | MBR  | ES   | PM   | VS   | HN   | JS   | CF   | Votantes |
| --------------------- | ----- | ----- | ----- | ---- | ---- | ---- | ---- | ---- | ---- | ---- | -------- |
| Conceição e Estoi     | 47,42 | 22,59 | 14,31 | 4,76 | 3,72 | 2,58 | 3,45 | 0,44 | 0,27 | 0,47 | 3 071    |
| Faro (Sé e São Pedro) | 45,93 | 27,60 | 12,88 | 3,80 | 3,47 | 3,51 | 1,77 | 0,71 | 0,20 | 0,13 | 18 557   |
| Montenegro            | 50,28 | 23,27 | 12,26 | 3,00 | 2,58 | 4,44 | 2,58 | 1,14 | 0,36 | 0,09 | 3 410    |
| Santa Bárbara de Nexe | 46,23 | 22,21 | 10,52 | 4,93 | 9,51 | 2,47 | 3,27 | 0,65 | 0,07 | 0,15 | 1 413    |
| Faro                  | 46,68 | 26,18 | 12,84 | 3,87 | 3,70 | 3,47 | 2,15 | 0,73 | 0,22 | 0,17 | 26 451   |

#### Conceição e Estoi
| Candidato               | Candidato                | Votos | %               |
| ----------------------- | ------------------------ | ----- | --------------- |
|                         | Marcelo Rebelo de Sousa  | 1 415 | 47,42 / 100,00  |
|                         | António Sampaio da Nóvoa | 674   | 22,59 / 100,00  |
|                         | Marisa Matias            | 427   | 14,31 / 100,00  |
|                         | Maria de Belém Roseira   | 142   | 4,76 / 100,00   |
|                         | Edgar Silva              | 111   | 3,72 / 100,00   |
|                         | Vitorino Silva           | 103   | 3,45 / 100,00   |
|                         | Paulo de Morais          | 77    | 2,58 / 100,00   |
|                         | Cândido Ferreira         | 14    | 0,47 / 100,00   |
|                         | Henrique Neto            | 13    | 0,44 / 100,00   |
|                         | Jorge Sequeira           | 8     | 0,27 / 100,00   |
| Votos Inválidos         | Votos Inválidos          | 87    | 2,83 / 100,00   |
| Total                   | Total                    | 3 071 | 100,00 / 100,00 |
| Eleitorado/Participação | Eleitorado/Participação  | 6 670 | 46,04 / 100,00  |

#### Faro (Sé e São Pedro)
| Candidato               | Candidato                | Votos  | %               |
| ----------------------- | ------------------------ | ------ | --------------- |
|                         | Marcelo Rebelo de Sousa  | 8 364  | 45,93 / 100,00  |
|                         | António Sampaio da Nóvoa | 5 026  | 27,60 / 100,00  |
|                         | Marisa Matias            | 2 345  | 12,88 / 100,00  |
|                         | Maria de Belém Roseira   | 692    | 3,80 / 100,00   |
|                         | Paulo de Morais          | 639    | 3,51 / 100,00   |
|                         | Edgar Silva              | 631    | 3,47 / 100,00   |
|                         | Vitorino Silva           | 323    | 1,77 / 100,00   |
|                         | Henrique Neto            | 129    | 0,71 / 100,00   |
|                         | Jorge Sequeira           | 36     | 0,20 / 100,00   |
|                         | Cândido Ferreira         | 24     | 0,13 / 100,00   |
| Votos Inválidos         | Votos Inválidos          | 348    | 1,88 / 100,00   |
| Total                   | Total                    | 18 557 | 100,00 / 100,00 |
| Eleitorado/Participação | Eleitorado/Participação  | 39 463 | 47,02 / 100,00  |

#### Montenegro
| Candidato               | Candidato                | Votos | %               |
| ----------------------- | ------------------------ | ----- | --------------- |
|                         | Marcelo Rebelo de Sousa  | 1 677 | 50,28 / 100,00  |
|                         | António Sampaio da Nóvoa | 776   | 23,27 / 100,00  |
|                         | Marisa Matias            | 409   | 12,26 / 100,00  |
|                         | Paulo de Morais          | 148   | 4,44 / 100,00   |
|                         | Maria de Belém Roseira   | 100   | 3,00 / 100,00   |
|                         | Edgar Silva              | 86    | 2,58 / 100,00   |
|                         | Vitorino Silva           | 86    | 2,58 / 100,00   |
|                         | Henrique Neto            | 38    | 1,14 / 100,00   |
|                         | Jorge Sequeira           | 12    | 0,36 / 100,00   |
|                         | Cândido Ferreira         | 3     | 0,09 / 100,00   |
| Votos Inválidos         | Votos Inválidos          | 75    | 2,20 / 100,00   |
| Total                   | Total                    | 3 410 | 100,00 / 100,00 |
| Eleitorado/Participação | Eleitorado/Participação  | 6 767 | 50,39 / 100,00  |

#### Santa Bárbara de Nexe
| Candidato               | Candidato                | Votos | %               |
| ----------------------- | ------------------------ | ----- | --------------- |
|                         | Marcelo Rebelo de Sousa  | 637   | 46,23 / 100,00  |
|                         | António Sampaio da Nóvoa | 306   | 22,21 / 100,00  |
|                         | Marisa Matias            | 145   | 10,52 / 100,00  |
|                         | Edgar Silva              | 131   | 9,51 / 100,00   |
|                         | Maria de Belém Roseira   | 68    | 4,93 / 100,00   |
|                         | Vitorino Silva           | 45    | 3,27 / 100,00   |
|                         | Paulo de Morais          | 34    | 2,47 / 100,00   |
|                         | Henrique Neto            | 9     | 0,65 / 100,00   |
|                         | Cândido Ferreira         | 2     | 0,15 / 100,00   |
|                         | Jorge Sequeira           | 1     | 0,07 / 100,00   |
| Votos Inválidos         | Votos Inválidos          |       | 2,06 / 100,00   |
| Total                   | Total                    | 1 413 | 100,00 / 100,00 |
| Eleitorado/Participação | Eleitorado/Participação  | 2 979 | 47,43 / 100,00  |